# Триртутьцерий
Триртутьцерий — бинарное неорганическое соединение
церия и ртути
с формулой CeHg3,
кристаллы.

## Получение
- Сплавление стехиометрических количеств чистых веществ в инертной атмосфере:

{\displaystyle {\mathsf {Ce+3Hg\ {\xrightarrow {455^{o}C}}\ CeHg_{3}}}}

## Физические свойства
Триртутьцерий образует кристаллы
гексагональной сингонии,
пространственная группа P 63/mmc,
параметры ячейки a = 0,6760 нм, c = 0,4941 нм, Z = 2,
структура типа кадмийтримагния Mg3Cd
.
Соединение образуется по перитектической реакции при температуре 455 °C .